# Spinopterolophia pterolophioides
Spinopterolophia pterolophioides là một loài bọ cánh cứng trong họ Cerambycidae.